# Prolymnia triangularis
Prolymnia triangularis là một loài bướm đêm trong họ Noctuidae.